# Борзуков Андрій Олексійович
Борзуков Андрій (нар. 20 жовтня 1971 р.) — український спринтер-каноїст, який змагався з середини 1990-х до середини 2000-х (десятиліття). Він виграв дві медалі на дистанції К-4 200 м на чемпіонаті світу з веслування на байдарках і каное: золото у 2003 році та бронзу в 1994 році.
Борзуков також брав участь у змаганнях на дистанції К-4 на 1000 м на літніх Олімпійських іграх 1996 року в Атланті, але вибув у півфіналі.